# Steffy
Steffy est une marque de lingerie française basée à Wattrelos (dans le Nord). La société est une marque de sous-vêtements pour hommes et femmes.